# Sveinbjörn Sveinbjörnsson
Sveinbjörn Sveinbjörnsson (28. června 1847 Seltjarnarnes – 23. února 1927 Kodaň) byl islandský hudební skladatel, autor písně Lofsöngur, jež se stala státní hymnou Islandu.
Byl synem islandského vysokého úředníka – předsedy Nejvyšší soudní komory. Jeho otec zemřel, když mu bylo devět let. Nejprve studoval teologii, ale později se jako první Islanďan začal profesionálně živit hudbou. Na naléhání Johana Svedsena, mladého norského houslisty a skladatele, šel studovat hudbu do Kodaně. Později se přestěhoval do Lipska, kde v letech 1872-1873 studoval klavír u profesora Carla Reineckeho. Vzhledem k tomu, že možnost hudební kariéry na Islandu byla v 19. století poměrně omezená, přestěhoval se do skotského Edinburghu, kde strávil většinu svého života. Pracoval zde mimo jiné jako klavírní pedagog a klavírista. V roce 1874, při příležitosti oslav 1000. výročí osídlení Islandu, složil dílo na verše Matthiase Jochumssona nazvané Lofsöngur, které se později stalo hymnou Islandu. V roce 1922 se islandský parlament Althing rozhodl poskytnout mu pevný plat, který mu umožnil návrat na Island. Žil zde však jen krátce, v roce 1924 se přestěhoval do dánské Kodaně, kde zemřel.